# Robert L. Holmes
Robert L. Holmes (né le 28 décembre 1935) est professeur émérite de philosophie à l'université de Rochester et expert des questions de paix, pacifisme et de non-violence. Holmes est spécialisé en éthique et en philosophie sociale et politique. Il a écrit de nombreux articles et plusieurs livres sur ces sujets et a été invité à prendre la parole lors de conférences nationales et internationales.

## Biographie
Holmes a obtenu son diplôme de premier cycle à l'université Harvard et son doctorat en philosophie de l'université du Michigan,.

## Carrière
Holmes a rejoint la faculté de l'université de Rochester en 1962. Il a enseigné à l'université pendant plus de quatre décennies.
En 1998, Holmes a été nommé à la Chaire Rajiv Gandhi sur la paix et le désarmement, nouvellement créée, à l'université Jawaharlal Nehru de New Delhi en Inde, où il a défini la mission de la chaire sur l'enseignement, la recherche et les conférences,,.
Pendant ses études à la faculté de l'université de Rochester, ses conférences étaient toujours attendues avec impatience par les étudiants en sciences et humaines. Il a reçu le prix Edward Peck Curtis pour l'enseignement au premier cycle en 2001 et le prix du Professeur de l'Année en Sciences Humaines en 2006. Lors de la cérémonie de collation des grades de 2007, Holmes a reçu le prix Goergen pour ses réalisations et son art remarquables dans l'enseignement au premier cycle. Holmes est également connu pour être l'un des rares professeurs à recevoir des critiques parfaites ou quasi parfaites chaque année depuis que l'université a commencé à offrir des services de révision d'étudiants en 2001.

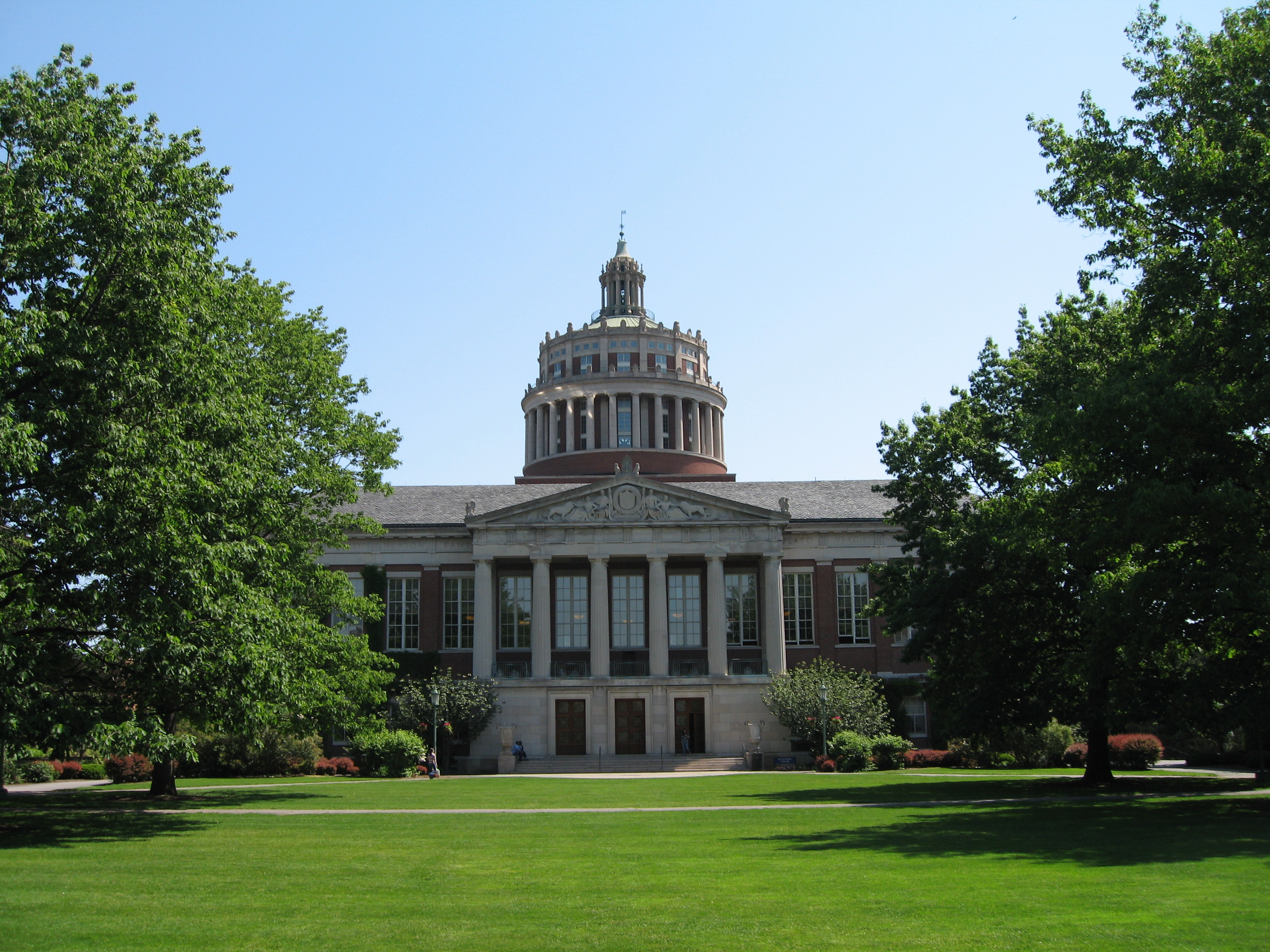
Rush Rhees Library, vue du Eastman Quadrangle, université de Rochester.

Au cours de sa carrière universitaire qui a duré plus de quarante ans, Holmes a occupé divers postes scientifiques, notamment: Boursier Fulbright à l'université d'État de Moscou et professeur invité à Notre Dame, au Hamilton College et instructeur à l'Université de Texas à Austin,. En outre, il a été éditeur de la revue philosophique Public Affairs Quarterly et a siégé au conseil national de la International Fellowship of Reconciliation . Il a également été conseiller de longue date auprès du Conseil de philosophie de premier cycle de l'université de Rochester. Holmes a été Président par Intérim du Département de Philosophie de l'Université de Rochester en 1972 et de 1980 à 1981. En 1992, il a également été président de l'organisation professionnelle Concerned Philosophers for Peace (en), que s'efforce d'améliorer la compréhension internationale et la paix par le biais d'une analyse scientifique des causes de la guerre.
Holmes est l'auteur de plusieurs textes complets sur le sujet de la philosophie morale. Parmi ses publications figure un travail de collaboration entrepris en 1968 avec Lewis White Beck - un érudit renommé en éthique kantienne (Enquête Philosophique: Un Introduction à La Philosophie),. Par la suite, en 2001, il a également contribué au livre Kant's Legacy: Essays in Honor of Lewis White Beck avec un essai sur "Le conséquentialisme et ses conséquences" en hommage à son collègue de l'Université de Rochester. Il a également coécrit un travail en 2005 avec Barry L. Gan, directeur du Centre pour la non-violence de l'université Saint-Bonaventure (La Non-violence dans la théorie et la pratique),. En outre, il a publié de nombreux articles dans plusieurs revues scientifiques à comité de lecture (évaluation par les pairs) aux États-Unis, notamment : Analysis, Ethics, International Philosophical Quarterly, Journal of Medicine and Philosophy, Journal of Value Inquiry, Mind, The Monist, The Philosophical Forum et  The Review of Metaphysics.
Holmes est actuellement professeur émérite à l'Université de Rochester mais n'enseigne plus aux étudiants sur le campus. Ces dernières années, il a également donné des conférences à la Mission Permanente de l'Inde auprès des Nations unies lors de la Journée internationale annuelle de la non-violence (« L'importance de la non-violence dans le monde d'aujourd'hui », 2017). Par la suite, il a également été invité à s'adresser à l'Assemblée générale des Nations unies en 2021. Cependant, en raison de l'émergence de la pandémie de Covid-19 à New York, sa conférence a été annulée.

## Philosophie morale
Au cours des quarante dernières années, Holmes a abordé plusieurs dilemmes moraux interdépendants posés à l’ère moderne, notamment le terrorisme et les conflits armés en général. En 2013, il a fait valoir que l'identification de solutions de rechange morales viables à de telles circonstances est pertinente même lorsque l'humanité est confrontée à la menace de destruction massive posée par les armes nucléaires. La tentation d'accepter une forme de nihilisme à cause de ces facteurs existentiels est clairement rejetée. Après avoir passé en revue plusieurs positions morales concurrentes que les gens pourraient adopter, il propose que le pacifisme et la non-violence puissent potentiellement atténuer ces paradigmes perturbateurs et servent de base à un modèle moralement viable pour l'avenir de l'humanité.
En 2016, Holmes a offert une solide défense philosophique du pacifisme et de son application dans un monde en proie à des explosions récurrentes de violence internationale. Au centre de son analyse se trouve la thèse selon laquelle il existe une présomption morale contre la guerre en général parmi les êtres civilisés et que la guerre reste moralement injustifiée jusqu'à ce que cette présomption soit renversée. La doctrine de la guerre juste en général ne permet pas de surmonter cette présomption morale selon Holmes. En conséquence, la guerre telle qu'elle est pratiquée à l'ère moderne est injustifiée et qualifiée de répugnante moralement .
Dans son livre « On War and Morality » (1989), il présente une défense du pacifisme et de son application dans un monde en proie à des explosions récurrentes de violence internationale. Holmes rejette l'utilisation du concept de destruction mutuelle assurée (MAD) à l'ère des armes nucléaires comme une théorie intrinsèquement inintelligible. Comme alternative, il propose une forme de « personnalisme moral » qui repose sur la maxime selon laquelle toute théorie morale intelligible inclut un intérêt à préserver la vie et le bien-être de toute l’humanité. Selon lui, la violence est une forme d’abrogation de cette maxime qui est à première vue fausse. Il propose également que les théories de la guerre juste en général ne suffisent pas à surmonter une telle présomption morale,,,.
Holmes propose une revue critique de deux écoles de pensée qui prétendent défendre la guerre. Dans le premier groupe se trouvent les « réalistes positivistes » qui prétendent que les concepts de « bien » ou de « mal » ne sont pas pertinents dans les affaires internationales et les « réalistes normatifs » qui prétendent que les considérations morales ne devraient pas pouvoir jouer un rôle dans la détermination de la politique étrangère. . Holmes les rejette plus tard en observant qu'ils ont mal interprété l'histoire du XXe siècle et confondu moralisme politique et moralité,,,.
Dans le deuxième groupe, Holmes identifie les défenseurs des théories de la guerre juste. Holmes rejette leurs tentatives visant à justifier la suppression de vies humaines innocentes afin de sauver d'autres vies humaines innocentes comme étant moralement injustifiables, car le meurtre et tout appel à la violence sont moralement injustifiés en premier lieu, malgré les conséquences qui peuvent découler d'un tel acte. Même si une guerre est considérée comme « juste » selon les normes du « jus ad ballo » ou du « jus in bello », elle peut ne pas être considérée comme moralement acceptable sur la base d'une considération de la violence organisée qu'elle crée dans le monde moderne,,,.
Holmes présente un argument en quatre étapes pour soutenir l'idée selon laquelle la guerre est injustifiée, même dans le monde moderne. Il observe tout d’abord que la guerre en général ne peut être justifiée si les moyens utilisés pour la mener sont également moralement injustifiés. Deuxièmement, il soutient que la guerre moderne, de par sa nature même, implique inévitablement le meurtre de personnes innocentes. Troisièmement, il nie que la présomption selon laquelle il est interdit de tuer des innocents puisse être annulée par des conditions liées à la conduite de la guerre. Enfin, il identifie la non-violence comme l’incarnation d’une alternative viable à la guerre. Plus précisément, il décrit une approche de résolution des conflits qui rejette le recours aux concessions mutuelles afin de parvenir à une impasse temporaire entre les parties belligérantes. Ceci est remplacé par un processus de création active de la paix par le biais de négociations qui engendrent des progrès mutuels pour toutes les parties impliquées dans le conflit. Pris ensemble, ces arguments suggèrent qu’un appel à la non-violence constitue une alternative éthique viable, même dans le monde moderne,,,.
Dans son livre le plus récent, Pacifism : A Philosophy of Nonviolence, Holmes propose un complément à l'analyse présentée ci-dessus. Ici, Holmes s’aventure au-delà des considérations philosophiques sur la meilleure façon de distinguer les guerres justes des guerres injustes en particulier. Au lieu de cela, il présente une analyse de ce qu'il décrit comme une « question morale plus fondamentale » en explorant le cas général de savoir si la guerre est un jour moralement permise. Ceci est accompli en examinant le concept de guerre dans une perspective plus globale, au lieu de se concentrer principalement sur des perceptions subjectives particulières des résultats « justes » ou « injustes » qui peuvent prévaloir parmi les combattants. Dans cette optique, il propose une revue critique de la « constellation de valeurs et de pratiques sociales, politiques, économiques, religieuses et éthiques » qui sont nécessaires pour mener une guerre systématique au fil du temps. Il conclut en affirmant qu'une présomption prima facie contre la guerre en général est suffisamment convaincante à l'ère moderne en raison de divers facteurs, notamment : le meurtre d'innocents et de non-innocents, le déplacement inévitable d'importantes populations de personnes, ainsi que les dommages inévitables causés à la fois à la vie animale et à l'environnement à long terme. En termes plus simples, « Pour être un pacifiste pragmatique, il suffit de supposer que la violence de guerre à grande échelle, organisée et systématique est inacceptable dans le monde d’aujourd’hui. ».

## Œuvres

### Des textes
Liste sélective des publications de Robert L. Holmes :
- Philosophie morale de base, Belmonte California- États-Unis, Wadsworth, 2007[27]
- Introduction à l'éthique appliquée, New York- États-Unis, Bloomsbury, 2018[28]
- L'Héritage de Kant : Essais en l'honneur de Lewis White Beck, Rochester New York- États-Unis, University of Rochester Press, 2001[29]
- Non-violence dans la théorie et la pratique, États-Unis, Waveland Press, 2005[30]
- Sur la guerre et la moralité, New Jersey - États-Unis, Princeton University Press, 1989[31]
- Enquête philosophique : Introduction à la philosophie, États-Unis, Prentice-Hall, 1968[32]
- Pacifisme : une philosophie de la non-violence, New York - États-Unis, Bloomsbury Academic, 2017[33]
- L'Éthique de la non-violence - Essais de Robert L. Holmes, New York - États-Unis, Bloomsbury Academic, 2013[34]
- La Tradition augustinienne, Los Angeles Cal. -États-Unis, University of California Press, 1999[35]

### Articles de journaux
- La Métaphysique du pacifisme et la guerre juste[36]
- Guerre juste : principes et causes[37]
- La Pertinence limitée de l'éthique analytique aux problèmes de la bioéthique[38]
- La Morale est-elle un système d'impératifs hypothétiques ?[39]
- La Neutralité universitaire et la R.O.T.C.[40]
- L'Éthique sociale de John Dewey[41]
- La Philosophie morale de John Dewey dans une perspective contemporaine[42]
- Le Développement de la pensée éthique de John Dewey[43]
- L'Argument contre le naturalisme éthique[44]